# Shooto
Shooto é um esporte de combate e organização de artes marciais mistas que é regulamentada pela Shooto Association e a International Shooto Commission. Shooto foi formada oficialmente em 1985, primeiro como um sistema de luta próprio e depois, em 1989, como uma promoção de artes marciais mistas. A palavra shooto é uma transliteração inglesa de 修斗 (pronunciado shū-to), um derivado de ateji A palavra 修斗 pode ser traduzida como aprender combate.
É considerada uma das primeiras verdadeiras competições de artes marciais mistas, foi fundado pelo ex-wrestler profissional Satoru Sayama (o Tiger Mask original), que deixou a luta livre profissional com o intuito de criar sua própria arte marcial. Sayama usou seu treinamento em luta livre profissional, baseado primariamente em catch wrestling e adicionalmente na luta livre olímpica, Judô, Sambo, Kickboxing e Muay thai, para criar uma arte marcial focada em todos os aspectos da luta: trocação, luta agarrada em pé e luta de chão.
Em 1994, o Shooto organizou o torneio Vale Tudo Japan (VTJ), considerado o predecessor das Artes Marciais Mistas (MMA) moderno no Japão. O VTJ introduziu o jiu-jitsu brasileiro para o Japão, e Sayama começou a relaxar as regras do Shooto para serem mais livres. As regras do Shooto evoluíram com o tempo e são diferentes dependendo da classe, as classes C e D são amadoras e têm regras mais restritas e mais parecidas com seus primeiros eventos, enquanto as classes profissionais agora são verdadeiras competições de MMA.
Em 2002, o Shooto Brasil foi fundado pelo fundador da academia Nova União, André Pederneiras. E até hoje é considerado um dos maiores e mais tradicionais promoções de MMA no Brasil.
Embora o Shooto moderno seja indistinguível do MMA, no Japão, os promotores, lutadores e fãs ainda o veem como um esporte de combate autônomo. Enquanto fora, é visto principalmente como um sistema de promoções de MMA, organizando eventos desde a base amadora até os níveis profissionais.

## Campeões mundiais de Shooto
| Division          | Weight limit          | Champion            | Champion    | Gym                   |
| Division          | Weight limit          | Name                | Country     | Gym                   |
| ----------------- | --------------------- | ------------------- | ----------- | --------------------- |
| Flyweight         | below 52 kg / 115 lbs | Rambaa Somdet       | Tailândia   | M-16 Gym              |
| Bantamweight      | below 56 kg / 123 lbs | Yasuhiro Urushitani | Japão       | Wajutsu Keishukai RJW |
| Featherweight     | below 60 kg / 132 lbs | Shuichiro Katsumura | Japão       | Reversal Gym Yokohama |
| Lightweight       | below 65 kg / 143 lbs | Hatsu Hioki         | Japão       | Shooting Gym Yokohama |
| Welterweight      | below 70 kg / 154 lbs | Willamy Freire      | Brasil      | Nocaute Fight         |
| Middleweight      | below 76 kg / 168 lbs | Luiz "Beicao" Ramos | Brasil      |                       |
| Light-Heavyweight | below 83 kg / 183 lbs | Siyar Bahadurzada   | Afeganistão | Golden Glory          |

## Campeonatos europeus de Shooto em 2008
| Division          | Weight limit           | Champion          | Champion  | Gym           |
| Division          | Weight limit           | Name              | Country   | Gym           |
| ----------------- | ---------------------- | ----------------- | --------- | ------------- |
| Bantamweight      | below 56 kg / 123 lbs  | Raby Williams     | França    | Haute Tension |
| Featherweight     | below 60 kg / 132 lbs  | Patrick Lengelo   | Bélgica   | Chaput        |
| Lightweight       | below 65 kg / 143 lbs  | Jani Ketolainen   | Finlândia | MMA Imatra    |
| Welterweight      | below 70 kg / 154 lbs  | Loic Korval       | France    | Kordaf        |
| Middleweight      | below 76 kg / 167 lbs  | Antti Toiviainen  | Finlândia | MMA Imatra    |
| Light-Heavyweight | below 83 kg / 183 lbs  | Sauli Heilimö     | Finlândia | FFG           |
| Cruiserweight     | below 91 kg / 200 lbs  | Max Djumbo        | França    | BOCAO Team    |
| Heavyweight       | below 100 kg / 220 lbs | Claude Hermann    | Bélgica   | Shihaishinkai |
| Super-Heavyweight | above 100 kg / 220 lbs | Josef Ali Mohamed | Suécia    | Brasa         |

## Lutadores famosos de Shooto
- Takanori Gomi
- Teruto Ishihara
- Siyar Bahadurzada
- Hatsu Hioki
- Norifumi Yamamoto
- Shinya Aoki
- Rumina Sato
- Eduardo Dantas
- Yuki Nakai
- Noboru Asahi
- Mamoru Yamaguchi
- George Sotiropoulos
- Grant Campbell
- Kazuhiro Sakamoto
- Erik Paulson
- Ron Balicki
- Naoki Sakurada
- Ryota Matsune
- Akira Kikuchi
- Enson Inoue
- Hayato Sakurai
- Paul Balancio
- Anderson Silva
- Akitoshi Tamura
- Takanori Gomi
- Caol Uno
- Alexandre Franca Nogueira
- Jake Shields
- Joachim Hansen
- Vitor Ribeiro
- Tatsuya Kawajiri
- Gilbert Melendez
- Yasuhiro Urushitani
- Mamoru Yamaguchi
- Ryuichi Miki
- Shinichi Kojima
- Yuki Shoujou
- Masaaki Sugawara
- Rambaa Somdet
- Darren Uyenoyama